# Cratere Pingle
Pingle è un cratere sulla superficie di Marte.